# Властелин колец: Братство кольца (саундтрек)
«Властелин колец: Братство кольца (саундтрек)» (англ. The Lord of the Rings: The Fellowship of the Ring Soundtrack) — альбом, выпущенный в 2001 году. Содержит композиции Говарда Шора, вошедшие в саундтрек первой части кинотрилогии «Властелин колец» «Властелин колец: Братство кольца». В отличие от последующих альбомов, этот диск не содержит музыки, где обыгрывается «предыстория Кольца». Так было решено, потому что режиссёр намеревался снять более короткую вводную часть, но позже эта идея была отвергнута в пользу более подробного и интересного рассказа. Общая длительность композиций составила 71 минуту 29 секунд. В записи принимали участие Лондонский филармонический оркестр, Новозеландский симфонический оркестр, Голоса Лондона, Лондонская школа ораторского искусства, Эния, Эдвард Росс, Элизабет Фрейзер, Мэйбл Фэйлтолу и др.

## Список композиций
| №   | Название                                             | Длительность |
| --- | ---------------------------------------------------- | ------------ |
| 1.  | «The Prophecy»                                       | 3:55         |
| 2.  | «Concerning Hobbits»                                 | 2:55         |
| 3.  | «The Shadow of the Past»                             | 3:32         |
| 4.  | «The Treason of Isengard»                            | 4:00         |
| 5.  | «The Black Rider»                                    | 2:48         |
| 6.  | «At the Sign of the Prancing Pony»                   | 3:14         |
| 7.  | «A Knife in the Dark»                                | 3:34         |
| 8.  | «Flight to the Ford»                                 | 4:14         |
| 9.  | «Many Meetings»                                      | 3:05         |
| 10. | «The Council of Elrond» (исполняет Эния)             | 3:49         |
| 11. | «The Ring Goes South»                                | 2:03         |
| 12. | «A Journey in the Dark»                              | 4:20         |
| 13. | «The Bridge of Khazad-dûm»                           | 5:57         |
| 14. | «Lothlórien»                                         | 4:33         |
| 15. | «The Great River»                                    | 2:42         |
| 16. | «Amon Hen»                                           | 5:02         |
| 17. | «The Breaking of the Fellowship» (с Эдвардом Россом) | 7:20         |
| 18. | «May It Be» (исполняет Эния)                         | 4:19         |